# Christophe Mirmand
Christophe Mirmand, né le 22 juillet 1961 à Constantine, est un haut fonctionnaire français. Entre 2006 et 2025, il a occupé plusieurs postes de préfet en France. Il est ministre d'État de Monaco depuis le 21 juillet 2025.

## Biographie
Né à Constantine, en Algérie, Christophe Mirmand fait ses études de gestion à l'université Paris-Dauphine, puis poursuit à l'ENA où il fait partie de la promotion Michel de Montaigne (1987-1989). Il est également titulaire d'une maîtrise en droit international et européen à Sciences Po.
De 2006 à 2025, il est successivement préfet de plusieurs départements français : la Haute-Loire, la Savoie, les Alpes-Maritimes, la Corse-du-Sud, l'Ille-et-Vilaine et les Bouches-du-Rhône,,.
En 2020, Christophe Mirmand est secrétaire général du ministère de l'Intérieur pendant les premiers mois de la pandémie de Covid-19. À partir de 2021, il prend la tête du programme Marseille en grand.
En janvier 2025, il est nommé directeur du cabinet du ministre des Outre-mer, Manuel Valls.
Le 3 juillet suivant, Christophe Mirmand est nommé ministre d'État de Monaco par le prince Albert II, après le renoncement de Philippe Mettoux . Il prend ses fonctions le 21 juillet, lors de sa prestation de serment devant le prince Albert II.

## Distinctions
- Chevalier de l'ordre national du Mérite
- Officier de la Légion d'honneur (2021)[8]